# Euparyphus stigmaticalis
Euparyphus stigmaticalis är en tvåvingeart som beskrevs av Friedrich Hermann Loew 1866. Euparyphus stigmaticalis ingår i släktet Euparyphus och familjen vapenflugor. Inga underarter finns listade i Catalogue of Life.